# Иван Вазов (политик)
Вижте пояснителната страница за други личности с името Иван Вазов.
Иван Кирилов Вазов е български юрист и политик. Народен представител в XXV народно събрание, министър на търговията, промишлеността и труда през 1943 – 1944 година. Екзекутиран от т.нар. Народен съд на 1 февруари 1945 г.

## Биография
Иван Вазов е роден на 19 януари (7 януари стар стил) 1892 година в Севлиево. Син е на общественика Кирил (Киро) Вазов и племенник на писателя Иван Вазов.
Вазов учи в прогимназията в Стара Загора, а през 1911 година завършва Военното училище в София с 31-ви випуск. През Балканската война командва рота в 12-и пехотен балкански полк и е ранен при обсадата на Одрин. Взима участие и в Първата световна война в състава на същия полк като ротен командир – капитан. Сражава се при Китка, Кралево село, Каймакчалан, Трън, Караман, Битоля и др.. През 1919 година напуска армията доброволно с чин майор.
Два пъти е кавалер на военния орден „За храброст“ IV степен и два пъти е награждаван с немския „Железен кръст“ I и II клас. Носител на орден „За военна заслуга“ и орден „Австрийски орел“.
През 1922 година Иван Вазов завършва право в Софийския университет, специализира държавни и правни науки в Лиеж, а през 1924 година защитава докторат в Лайпциг. След връщането си в България е адвокат в Стара Загора, където участва активно в обществения живот като училищен настоятел (1924 – 1931), общински съветник (1932 – 1933), председател на Културно-просветното дружество „Театър“, член на Управителния съвет на АД „Надежда“. Председател е на дружеството на пострадалите от войните „Инвалид“ в Стара Загора. Подпомага финансово най-бедните и болните членове. Характеризиран е като човек, излъчващ „доброта и аристократизъм“, известен е като „способен и честен юрист“, обичан от жителите на Стара Загора. Застъпва се за евреите и прави всичко възможно да облекчи тяхното положение.
През 1940 година Вазов е избран за народен представител. През 1943 година е сред проправителствените депутати, обявили се срещу депортирането на българските евреи и подписали инициираното от Димитър Пешев писмо до министър-председателя Богдан Филов. През 1943 – 1944 година е министър на търговията, промишлеността и труда в правителството на Добри Божилов.
След Деветосептемврийския преврат от 1944 година Вазов е съден от Първи състав на т.нар. Народен съд за дейността си като депутат и министър. Главният народен обвинител предлага да не се осъжда на смърт, но Трайчо Костов настоява за смъртна присъда. Осъден е на смърт, 5 млн. лева глоба и конфискация на имуществото.
Иван Вазов е разстрелян на 1 февруари 1945 година в София. След падането на комунистическия режим в България е реабилитиран посмъртно от Върховния съд на 26 август 1996 г.
През 1999 г. на негово име е кръстена улица в квартал „Железник“ в Стара Загора.

## Военни звания
- Подпоручик (22 септември 1911)
- Поручик (1 ноември 1913)
- Капитан (14 февруари 1916)
- Майор (2 ноември 1919)